# Gameduell
Gameduell, Eigenschreibweise mit Binnenmajuskel GameDuell, ist ein Spieleentwickler mit Sitz in Berlin.

## Unternehmensgeschichte
GameDuell wurde 2003 von Kai Bolik, Boris Wasmuth und Michael Kalkowski unter Beteiligung mehrerer Risikokapitalgeber gegründet. Zu den wichtigsten Geldgebern zählte Wellington Partners Venture Capital, die 11 Millionen Euro in das Spiele-Start-up investierten. Seit 2008 existiert neben dem Sitz in Berlin ein Büro in San Francisco, USA. Im Jahr 2008 hatte GameDuell nach eigenen Angaben über 10 Millionen registrierte Nutzer die über 200.000 Spielrunden pro Tag spielten. 2011 war GameDuell in 9 Ländern aktiv und verzeichnete etwa 12 Millionen Besucher pro Monat, 2012 hatte GameDuell weltweit über 80 Millionen registrierte Nutzer, 2016 dann 130 Millionen registrierte Spieler.
Im Jahr 2016 beschäftige GameDuell etwa 200 Mitarbeiter, musste sich aufgrund des „zu harten Wettbewerbs“ allerdings von etwa einem Viertel der Belegschaft trennen. Laut Branchenmagazin GamesWirtschaft war GameDuell im April 2023 mit 150 Mitarbeitern der siebtgrößte Spieleentwickler Deutschlands.
Anfang 2022 wurde GameDuell zu einem nicht veröffentlichten Kaufpreis vom indischen Unternehmen Mobile Premier League übernommen.

## Geschäftsmodell
GameDuell bietet auf eigenen Plattformen verschiedene browserbasierte Online-Spiele an. Daneben entwickelt die Firma Handyspiele. Das Portfolio umfasst über 70 Spiele in sieben Sprachen. Es handelt sich in der Mehrzahl um simple Geschicklichkeits-, Karten- oder Denkspiele, darunter bekannte Titel wie Skat, Rommé, Doppelkopf, Hearts oder Mah-Jongg. Spieler haben die Möglichkeit, auch an Turnieren mit echten Gewinnen teilzunehmen.
GameDuell trägt jährlich mit Unterstützung des Deutschen Skatverbandes die „Skat Masters“, das weltgrößte Skat-Turnier, aus.